# Jiří Lábus
Jiří Lábus, född 26 januari 1950 i Prag i Tjeckoslovakien, är en tjeckisk skådespelare.
Han är utbildad vid Akademie múzických umení v Praze där han tog examen 1973. Därefter han han varit verksam vid teatern Studio Ypsilon. Han filmdebuterade 1973 och har sedan dess medverkat i fler än 250 filmer och TV-produktioner. 1980 blev han känd både i Tjeckoslovakien och i Tyskland som trollkarlen Rumburak i fantasyserien Arabela.

## Filmografi, urval
- 1977 – Äppelleken
- 1980 – Arabela (TV-serie)
- 1983 – Návštěvníci (TV-serie)
- 2001 – Det djupa blå
- 2017 – Max & Maja på det magiska museet (röst)